# Katarzyna Lesing
Katarzyna Lesing (ur. 1972) − polska piosenkarka, występująca również jako Kasia Lesing, bądź Kate Lesing.
Początkowo związana z zespołem Top One, w którym śpiewała w chórku. Brała także gościnny udział w nagrywaniu jego kilku płyt i niektórych występach. Solo zadebiutowała utworem „Świat zza grubych szyb”, do którego teledysk był prezentowany w programie Muzyczna Jedynka. Kolejnym ważnym etapem w karierze było wydanie przez włoską firmę fonograficzną „Discomagic” singla Jamrose z udziałem Kasi „Do the dance”, gdzie obok tytułowego nagrania znalazł się utwór „Do you wanna stay”. Nagranie pochodziło z nadchodzącej solowej płyty, gdyż była to anglojęzyczna wersja piosenki „Nie zostawiaj mnie”. W 1995 roku nakładem Jam Records/Magic Records ukazała się solowa płyta „Wielki błękit”. Za jej produkcję odpowiadał Maciej Jamroz (założyciel grup Top One i Jamrose), a teksty piosenek pisali Janusz Kondratowicz, Jacek Skubikowski i Mark Śledziewski.
W latach dziewięćdziesiątych XX wieku Lesing występowała także gościnnie z innymi wykonawcami spod znaku „Power Dance”, m.in. Mr Ghana (Frank Evans), Daniel Skarżyński. Jej wokal możemy usłyszeć również w utworze „Gdy zgaśnie słońce” zespołu Zero. Krążek „Wielki Błękit” w bardzo szybkim czasie uzyskał status złotej płyty. Utwory wokalistki były emitowane na antenie TVP2 w programie "30-ton lista, lista przebojów". Po tym, jak zniknęła z rynku firma Jam Records, rozpoczęła współpracę z m.in. zespołem East Clubbers oraz ze znanym twórcą muzyki klubowej − Janardaną (znanym też pod pseudonimem Clubringer).
W 2015 i 2016 roku w wyniku współpracy z Maciejem Jamrozem z grupy Jamrose wydane zostały remiksy utworów „Zamienię w perły”, „Big room”, „Miłość” i „Wielki Błękit”. W czerwcu 2019 roku opublikowała w mediach społecznościowych oświadczenie o wycofaniu się z działalności scenicznej.

## Dyskografia
- Wielki błękit (1995)[6]
- Limit 2019 (2019)[7]

## Nagrody i wyróżnienia
| Rok  | Kategoria                    | Tytułem       | Nagroda        | Nota      | Źródło |
| ---- | ---------------------------- | ------------- | -------------- | --------- | ------ |
| 1995 | Album roku - muzyka taneczna | Wielki błękit | Fryderyki 1995 | Nominacja | [ 8 ]  |